# Браганса ван Уден, Франсишку Шавьер Дамиану де
Франси́шку Шавье́р Дамиа́ну де Брага́нса ван У́ден (порт. Francisco Xavier Damiano de Bragança van Uden; 8 сентября 1949, Лиссабон) — португальский военный, политический активист и предприниматель, участник колониальной войны и антикоммунистического противостояния Жаркого лета. Один из руководителей Армии освобождения Португалии. После стабилизации политического положения — менеджер и бизнесмен. Представитель Дома Браганса, сын инфанты Марии Аделаиды Португальской, правнук короля Португалии Мигела I.

## Происхождение
Франсишку ван Уден был первым за 115 лет представителем мигелистской ветви португальского королевского дома Браганса, родившимся в Португалии. Его прадед король Португалии Мигел I был изгнан из страны в 1834 году с запретом на возвращение. Дед — герцог Мигел Брагансский — всю жизнь прожил за границей.
Матерью Франсишку ван Удена была дочь герцога Мигела инфанта Мария Аделаида Португальская. Во время Второй мировой войны она жила в Вене и участвовала в Движении сопротивления. Была арестована гестапо, приговорена к смертной казни. Освобождена по личному заступничеству премьер-министра Португалии Антониу ди Салазара.
В 1949 году Мария Аделаида с мужем Николасом ван Уденом (биохимик и врач нидерландского происхождения и католического вероисповедания) вернулись в Португалию. Вскоре родился сын Франсишку — третий из шести детей четы ван Уден.

## Ранние годы
Николас ван Уден не имел права на медицинскую практику в Португалии. Мария Аделаида не обладала денежными сбережениями. Семья жила на небольшой ферме в Трафарии, жизненные условия рассматривались как бедность. Франсишку ван Уден рассказывал, что его детство прошло в окружении людей «другого социального слоя».
После школы Франсишку ван Уден работал упаковщиком на консервном заводе в Лихтенштейне. При этом общался в аристократических кругах, увлекался ездой на мотоцикле Zundapp. Познакомился с дочерью венгерских аристократов, вместе с ней посетил Будапешт.

## Война в Африке
Вернувшись в Португалию в 1969 году, Франсишку ван Уден поступил на военную службу. Служил в парашютно-десантных войсках. Военную подготовку проходил в Анголе, отмечал впоследствии чрезвычайную жёсткость тренировок.
С 1971 года участвовал в колониальной войне в Мозамбике под командованием генерала Каулзы ди Арриага. Служил в отряде парашютного спецназа. Направлялся в боевые рейды против партизан ФРЕЛИМО. Тренировал африканцев для службы в португальских войсках.
Португальскую революцию 1974 года Франсишку ван Уден воспринял негативно. Особенно возмущали его резкое изменение отношения к бойцам колониальных войск, ускоренная сдача Мозамбика под управление ФРЕЛИМО.

## Политическая активность

### Возвращение и эмиграция
3 августа 1974 Франсишку ван Уден вернулся в Португалию. Он с резкой враждебностью отнёсся к новым властям и особенно к влиятельной тогда Португальской компартии. Состоял в крайне правой Либеральной партии, формировал её силовую структуру. Поддерживал генерала Спинолу, участвовал в акции Молчаливого большинства. После этого власти выдали ордер на его арест.

В два часа ночи они постучались в дверь и обыскали дом. Когда они уходили, моя мать сказала: «То, что вы здесь делаете, хуже, чем гестапо в Вене». Поскольку на меня был ордер, я не пошёл домой.

Франсишку ван Уден

3 октября Франсишку ван Уден, уходя от угрозы ареста, нелегально перешёл испанскую границу. В Мадриде встретился с Хуаном Карлосом, будущим королём Испании.

### Послереволюционное подполье
Франкистская Испания предоставила плацдарм для португальских правых политэмигрантов. 6 января 1975 в Мадриде была создана Армия освобождения Португалии (ЭЛП) — ультраправая антикоммунистическая организация, поставившая целью силовое устранение марксистских властей. Во главе ЭЛП стоял бывший заместитель директора ПИДЕ Барбьери Кардозу.

Военно-оперативной частью у Кардозу заведовал просто-напросто король. Почти в буквальном смысле.

Франсишку ван Уден придерживался скорее национал-консервативных, чем ультраправых взглядов. Однако он стал одним из учредителей ЭЛП. В организации ван Уден взял на себя руководство оперативно-боевой частью. Он занимался также поиском источников финансирования ЭЛП, для чего совершил деловую поездку по Западной Европе, встретившись, в частности, с королём Бельгии Бодуэном I и представителем короля Марокко Хасана II.

Мы поддержали борьбу португальского народа против коммунистической партии. Мы помогли во время народного Жаркого лета, нападений на штаб-квартиры коммунистов и левых партий. Большую часть времени я находился в Португалии, но пришлось сбрить усы.

Франсишку ван Уден

Ван Уден командовал подпольными группами ЭЛП. Носил прозвище Колумбиец. Его фотография была размещена в одном из номеров коммунистической газеты «Avante!» за 1976 год — «Капитан ван Уден за несколько минут до начала террористической операции в Порту». Скрывался на Азорских островах — «где не было ни одного коммуниста».

### Монархия и свобода
25 ноября 1975 года решающее столкновение завершилось победой правых сил. Обстановка в Португалии постепенно стабилизировалась. В 1979 году к власти пришёл правоцентристский Демократический альянс. В этих условиях Франсишку ван Уден счёл возможным оставить политику.
Остаётся сторонником монархии, которую считает гарантом стабильного развития и заслоном от диктатуры.

Известно, что все самые успешные страны Европы — монархии. И свободы там больше, чем в республиках. За исключением Саудовской Аравии и ещё нескольких примеров, все диктатуры в мире являются республиками.

Из трёх португальских республик первая была катастрофой, вторая — диктатурой, третья — то, что мы видим. Если это то, чего мы хотим…

Франсишку ван Уден

Не считает реставрацию монархии реальной перспективой, поскольку для этого «нужен сильный народный подъём». Но при этом допускает, что популярность этой идеи будет расширяться по мере усугубления трудностей.
Участвует в публичных мероприятиях монархистов, ветеранов африканской войны, активистов «Жаркого лета».

## Бизнес
После политической стабилизации Франсишку ван Уден остался жить на Азорских островах. Получил кредит на открытие бизнеса, учредил фирму спортивной рыбалки. Занимался этим более десяти лет, способствовал притоку туристов.
В 1988 году познакомился с магнатом-риэлтером Андре Жорданом и занялся бизнесом с недвижимостью в компании «Belas Clube de Campo». Подготовил и осуществил несколько крупных проектов в Лиссабоне.
В 2009 году Франсишку ван Уден принял предложение предпринимателя Жорже Ферру Рибейру и перешёл в многопрофильный холдинг «Geocapital». Занимается финансовыми, энергетическими, агропромышленными, рыболовецкими и инфраструктурными проектами в Африке — Мозамбике, Анголе, Гвинее-Бисау. В Боламе (Гвинея-Бисау) открыл предприятие по переработке кешью вместе с коллегой по «Жаркому лету» — руководителем оперативной части МДЛП Гильерме Алпоином Калваном. Активно занимается благотворительностью (поддержка ветеранов, стипендии студентам), финансирует строительство социального жилья в Анголе.

## Семья и личность
24 февраля 2012 года Франсишку ван Уден сообщил о кончине Марии Аделаиды Португальской. Николаас ван Уден скончался в 1991 году.
С 1979 года Франсишку ван Уден женат на Марии Терезе Энрикеш Жил. Имеет трёх сыновей и дочь. Женитьба на женщине, не принадлежащей к высшей аристократии, вызвала определённые трения с представителями династии, однако ван Уден воспринял это спокойно — как «регулярно происходящее в семье последние 210 лет».
Стилевая особенность Франсишку ван Удена — ношение усов с 17-летнего возраста. Любимый вид спорта — поло. Увлекается также рыбалкой и африканской охотой. На Азорских островах поймал 400-килограммовую акулу мако, в Мозамбике по просьбе жителей застрелил слона, наносившего урон деревням (в чём высказывает сожаление).
Подобно своей матери, намерен прожить минимум до 100 лет. Склонен к аристократическому юмору: например, говорит, что вынужден будет работать до 100-летнего возраста, поскольку не рассчитывает на пенсию, однако работоспособность его не покинет, пока сохранится интерес к поло.